# Live met het Metropole Orkest
Live met het Metropole Orkest is het zesde album van Acda en De Munnik. Het verscheen op 2 juli 2001 en bevat liveopnamen van hun optreden met het Metropole Orkest, opgenomen op 24 mei 2001.

## Medewerkers
- Thomas Acda - Zang, gitaar, mondharp
- Paul de Munnik - Zang, piano
- David Middelhoff - Zang, gitaar
- Metropole Orkest onder leiding van Dick Bakker
- Hay Zeelen - Mastering
- Ronald Trijboer, Gert de Bruijn, Gert Jan van den Dolder en David Middelhoff - Mixage